# حسن طوال
حسن طوال (مواليد 3 يناير 1983) هو لاعب كرة قدم جزائري. لعب كحارس مرمى، هو شقيق حراس المرمى عثمان طوال وسعيد طوال وفتح طوال.

## السيرة
لعب في الرابطة الجزائرية المحترفة الأولى مع نصر حسين داي واتحاد البليدة وجمعية الخروب وأهلي برج بوعريريج.